# St. Ägidius (Rödelmaier)

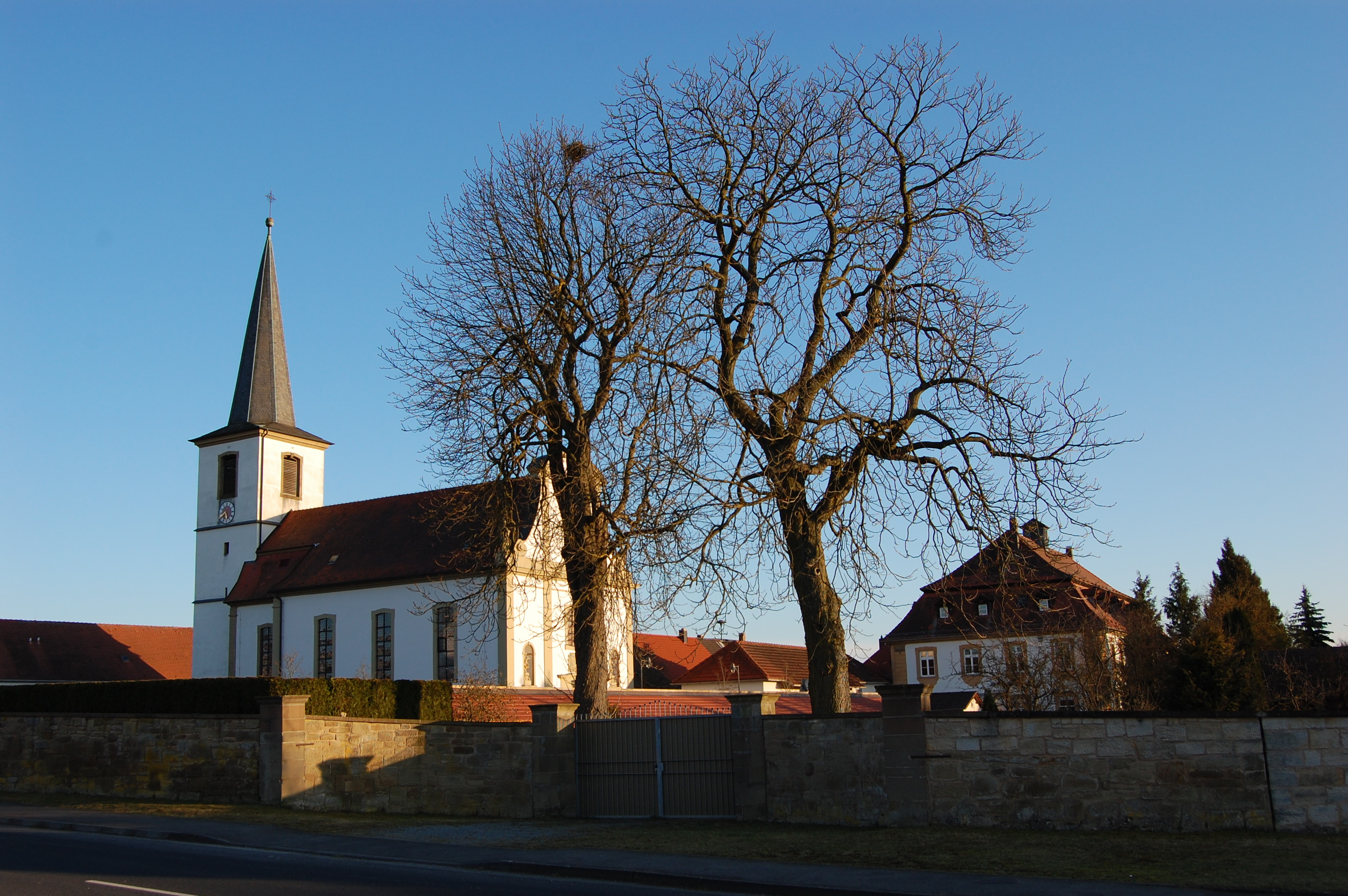
St. Ägidius (Rödelmaier)

St. Ägidius ist die römisch-katholische Pfarrkirche in Rödelmaier, einer Gemeinde im unterfränkischen Landkreis Rhön-Grabfeld in Bayern. Das Langhaus des denkmalgeschützten Bauwerks stammt aus der Mitte des 18. Jahrhunderts. Die Pfarrei gehört zur Pfarreiengemeinschaft St. Martin Brend (Brendlorenzen) im Dekanat Bad Neustadt des Bistums Würzburg.

## Beschreibung
Bis auf die unteren, im Kern mittelalterlichen Geschosse des Choranschlussturms im Osten sind alle übrigen Bauteile der Saalkirche 1762 neu gebaut; das gilt für das Langhaus und den eingezogenen Chor zwischen Langhaus und Kirchturm. Das obere Geschoss des Kirchturms, das die Turmuhr und den Glockenstuhl beherbergt und den ihn bedeckenden schiefergedeckten Knickhelm, wurde erst 1889 errichtet. Die mit einem Volutengiebel bedeckte Fassade im Westen ist durch Lisenen in drei Bereiche gegliedert; im mittleren befindet sich das Portal, in den seitlichen stehen Statuen in Nischen. Die Deckenmalereien von 1763, u. a. über Mariä Himmelfahrt stammen von Johann Peter Herrlein. Die heutige Orgel mit 14 Registern, 2 Manualen und einem Pedal wurde 1996 von Horst Hoffmann gebaut.